# AP 01 (Santa Fe)
La Autopista Provincial 1 «Brigadier General Estanislao López», y conocida coloquialmente como Autopista Rosario-Santa Fe, es una vía rápida de jurisdicción provincial que se extiende en la zona este de la provincia de Santa Fe, uniendo sus dos principales ciudades: Rosario y Santa Fe Capital. La AP 01 forma parte de la red de accesos de las mismas y atraviesa los departamentos Rosario, San Lorenzo, Iriondo, San Jerónimo y La Capital.
Esta autopista es paralela a la Ruta Nacional 11, encontrándose a pocos kilómetros al oeste de esta carretera.

## Generalidades
La autopista tiene una longitud total de 157 km. Comienza en la Autopista de Circunvalación de Rosario y finaliza en la zona oeste de la ciudad de Santa Fe en la intersección de las Avenidas Juan Domingo Perón (RN 11) y J. B. Iturraspe.
Las principales características son:
- Los 157 km de la autopista tienen dos carriles por sentido de circulación y banquinas pavimentadas
- Su diseño geométrico responde a suaves curvas que contribuyen a disminuir la monotonía
- El ancho de zona de camino es de 150 m lo cual contribuye a la seguridad y facilita futuras ampliaciones
- El cantero central de 12 m de ancho
- Los nudos viales de acceso son del tipo “doble puente” y se encuentran iluminados

## Historia
La autopista se construyó entre 1964 y 1972. El 30 de septiembre de 1971 el gobierno nacional y su homólogo provincial firmaron un convenio por el que el camino (todavía en construcción) se transfería a jurisdicción nacional. Luego de disputas judiciales, los mismos entes firmaron otro convenio el 13 de septiembre de 1979 para el regreso a la provincia de Santa Fe de la autopista A-029, como se denominaba en esa época. Este convenio incluía además una compensación económica a la provincia.
En 1993, se aprobó la Ley Provincial N.º 10.798 para la concesión del mantenimiento, mejora, ampliación, conservación y administración por peaje de la autopista Rosario-Santa Fe. desde 1994 hasta 2010, la empresa AUFE fue la concesionaria de la autopista. El gobierno provincial entregó el 29 de junio de 2010 la autopista en forma precaria a la Unión Transitoria de Empresas (UTE) Consorcio Vial, mientras se prepara la licitación para determinar la siguiente empresa concesionaria. Posteriormente, ARSSA toma la concesión para finalmente, en 2017, pasar a ser administrada por el fideicomiso público Vial Santa Fe Archivado el 10 de abril de 2019 en Wayback Machine..
A partir del 31 de marzo de 2021 termina la concesión de VIAL SANTA FE pasando a: {{UNIDAD EJECUTORA}}..

## Obras durante la gestión del fideicomiso público
Desde 2017 en adelante, el gobierno de la provincia de Santa Fe por intermedio del fideicomiso público, Vial Santa Fe, realizó importantes obras de reconstrucción de la traza. Las mismas se dividieron en tres etapas que comprenden 168 kilómetros de repavimentaciòn de los cuales los primeros 100 se encuentran concluidos y 68 en proceso. Además, se instalaron luces led a lo largo del corredor para mejorar la visibilidad y ahorrar energía. Asimismo, la provincia renovó accesos y troncales para optimizar la conectividad de la región. Junto a dichos trabajos, en 2019 se dio inicio a la instalación del Sistema de Tránsito Inteligente (ITS) el cual, será capaz de monitorear la totalidad de la vía durante las 24 horas del día, brindando también, puntos de estación meteorológicos y paneles de control de velocidad y mensajería variable; posicionando a la autopista Brigadier Lòpez como una de las más avanzadas del país.

## Ciudades y accesos
| Punto kilométrico | Intersección                                                 | Observaciones                    |
| ----------------- | ------------------------------------------------------------ | -------------------------------- |
| 0                 | Distribuidor cruce con A008                                  |                                  |
| 3                 | Cruce con RP 34S Acceso Granadero Baigorria Acceso Ibarlucea |                                  |
| 14                | Cruce con A012 Acceso San Lorenzo Sur                        | Peaje en el ingreso/egreso       |
| 16                | Acceso San Lorenzo Centro                                    | Peaje en el ingreso/egreso       |
| 19                | Acceso San Lorenzo Norte / Puerto General San Martín         | Peaje en el ingreso/egreso       |
| 22                | Acceso Aldao / Puerto General San Martín                     |                                  |
| 22                |                                                              | Peaje troncal                    |
| 28                |                                                              | Área de servicios Est. Serv. YPF |
| 30                | Cruce con RP 91 Acceso Villa La Ribera                       | Peaje en el ingreso/egreso       |
| 52                | Acceso Maciel / Puerto Gaboto                                |                                  |
| 78                | Acceso Barrancas                                             |                                  |
| 101               | Cruce con RP 80 Acceso Arocena / Gálvez                      |                                  |
| 102               |                                                              | Área de servicios                |
| 110               | Acceso Coronda                                               |                                  |
| 141               |                                                              | Peaje troncal                    |
| 143               | Acceso Aeropuerto de Sauce Viejo                             | Peaje en el ingreso/egreso       |
| 146               | Cruce con RN 19 Acceso Santo Tomé                            | Peaje en el ingreso/egreso       |
| 157               | Acceso ciudad de Santa Fe                                    |                                  |